# Reino de Colliman
El Reino de Coliman fue un señorío mesoamericano que floreció en el período posclásico mesoamericano tardío,[cita requerida] según los antiguos glifos,[cita requerida] este se representó por medio de un brazo y una mano, que simboliza el dominio ejercido por la fuerza.[cita requerida] Los primeros asentamientos en la región datan del siglo V d. C. en el período clásico.[cita requerida]
Cuando los españoles llegaron a la región encontraron un reino habitado por otomíes llamado collimán, del que se deriva el nombre actual de Colima. Sus habitantes tenían cierta organización social y política, con dirigentes cuyo cargo era predominantemente civil, dirigían las manifestaciones religiosas y participaban de la autoridad militar que les transmitía el Colímotl.

## Historia
El Estado de Colima fue sede de varias culturas prehispánicas que se desarrollaron en el Occidente Mexicano.
A principios del siglo XVI, los purépechas o tarascos se lanzaron a la conquista del territorio de los Tecos y llegaron hasta las salitreras de Tzacoalco; sin embargo, el Hueytlatoani Colimotl los derrotó en la conocida Guerra del Salitre. A su victoria sobre los purépechas, los Tecos emprendieron a su vez la conquista de Sayula, Zapotlán y Amula, logrando que el reino de Colima se convirtiera en un grupo predominante.
Después de la toma de Tenochtitlán por los españoles y de haberse aliado con los purépechas, incursionaron en estas tierras y fueron derrotados por los Tecos, por lo después de varios intentos de lucha, Hernán Cortés envió una tercera expedición, la cual confió a Gonzalo de Sandoval, derrotando a los Tecos en el Paso de Alima y/o Palenque de Tecomán.
Tras la conquista, el 25 de julio de 1523, Gonzalo de Sandoval fundó en Caxitlán la Villa de Colima o Santiago de los Caballeros, donde puso el primer Ayuntamiento del Occidente de Nueva España. En 1524 se inicia la época virreinal con Francisco Cortés de San Buenaventura. El 20 de enero de 1527, la Villa fue trasladada hasta el lugar donde está ahora, llamándola Villa de San Sebastián. Fue en 1533 que Hernando de Grijalva descubrió el Archipiélago de Revillagigedo haciendo crecer el territorio. A fines de 1810 y durante la Independencia, Colima fue tomada por los insurgentes, pero recuperada en 1811 por los realistas. Finalmente en 1857 Colima es reconocida como Estado independiente y soberano.

## Rey Colimán
El Señor de Colliman o Coliman, llamado así por la costumbre, que terminó siendo llamado como Señor del Señorío de Colimān,[cita requerida] es uno de los símbolos más recurridos y utilizados por los colimenses de la ciudad, aunque este símbolo comienza a ser desplazado en su utilización por el de la palmera amarilla realizada por el escultor monumental Sebastián. El monumento se levanta en la glorieta que hallamos al sur de la ciudad, referencia obligada para los que parten hacia los municipios Tecomán o Manzanillo principalmente. Además de la estatua que aquí presentamos, existen, sobre el hemiciclo, un relieve que cuenta la historia de la fundación de la provincia que luego sería Colima. La llegada de los españoles y su encuentro con el señor de estas tierras. 
El Rey Colimán (dado por Hernán Cortés) o Hueytlatoani Colímotl fue el último rey de los Tecos o Colimas, organizó y ganó la Guerra de la Salitre contra el pueblo Purépecha y durante la conquista española, Colimotl derrotó a Juan Rodríguez de Villafuerte en Trojes, a Francisco Álvarez Chico en el Palenque de Tecomán y a Cristóbal de Olid en Alima. Siendo derrotado en el valle de Tecomán por Gonzalo de Sandoval y posiblemente muerto. Está considerado como uno de los símbolos heroicos de los pueblos originarios mesoamericanos por su valor y sagacidad en la resistencia al embate de los españoles.